# Ànkerskaia
Ànkerskaia (en rus: Анкерская) és un poble de la República de Komi, a Rússia, segons el cens del 2010 tenia 20 habitants.